# Кіфер Сазерленд

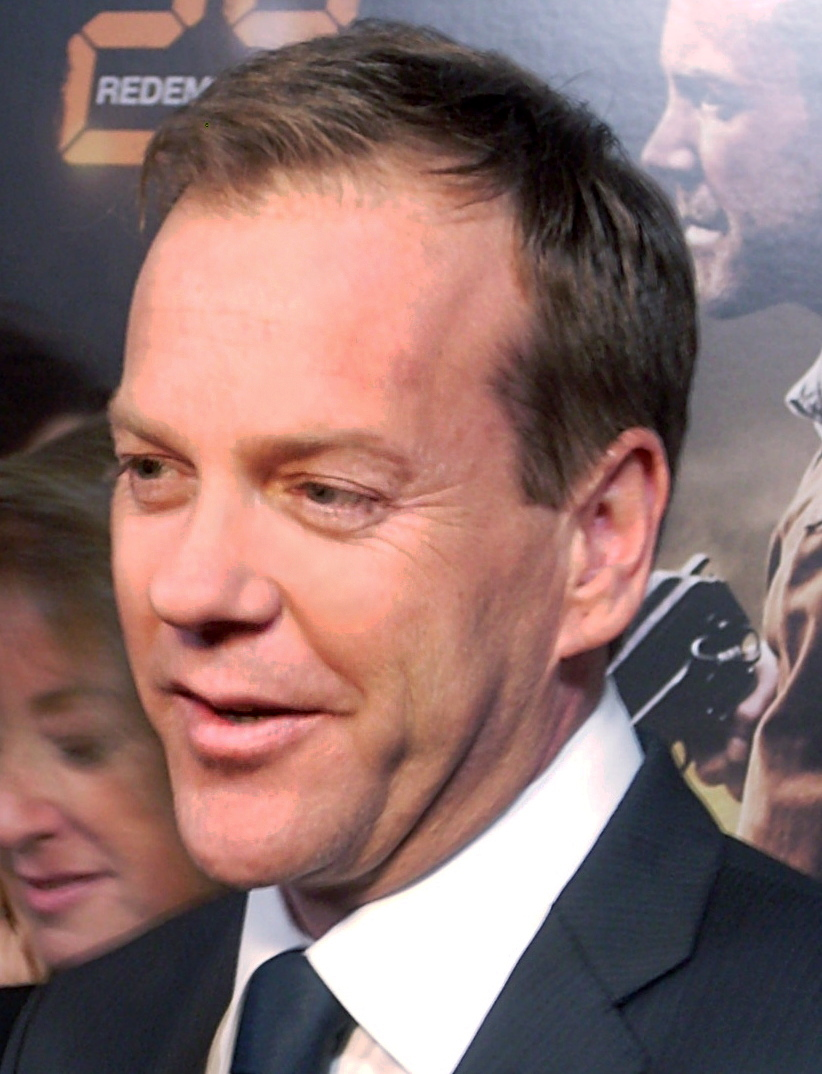
Сазерленд Кіфер

Кі́фер Са́зерленд (англ. Kiefer Sutherland), повне ім'я Кіфер Вільям Фредерік Демпсі Джордж Руфус Сазерленд (нар. 21 грудня 1966, Лондон) — канадський актор кіно і телебачення, лауреат премій «Еммі» та «Золотий глобус», найбільш відомий як виконавець головної ролі в телесеріалі 24.

## Біографія
Народився у Лондоні, син відомих канадських акторів Дональда Сазерленда і Ширлі Дуглас. Батьки за походженням шотландці (мати — дочка державного діяча Шотландії Томмі Дугласа).
Родина Сазерлендів переїхала до Лос-Анджелеса незабаром після народження Кіфера. У 1970 році його батьки розлучилися. У 1975 році переїхав разом із матір'ю до Торонто, де закінчив середню школу. Відвідував низку коледжів у провінції Онтаріо.
Починаючи з 1983 року знявся більш ніж у 50-ти фільмах, серед них: «Загублені хлопці», «Твін Пікс: Вогонь, іди зі мною», «Кілька добрих людей», «Коматозники», «Молоді стрільці», «Зникнення», «Темне місто» та ін. Втім, починаючи з 2001 року, Сазерленд став найширше відомим як виконавець ролі Джека Бауера у високо оціненому критиками телесеріалі «24». Після чотирьох номінувань на премію «Еммі» в номінації «Найкраща чоловіча роль у драматичному телесеріалі», Сазерленд отримав цю премію у 2006 році. Також у 2002 році отримав «Золотий глобус» в аналогічній номінації.
У 1991 році був заручений із акторкою Джулією Робертс. Був одружений двічі: вперше — з Камелією Кат (1987–1990), вдруге — Келлі Вінн (1996–2004). Від першого шлюбу має дочку — Сару Джуд (1988 р.н.) Станом на 2007 рік неодружений.

## Вибрана фільмографія

### Фільми
- Пропащі хлопці (1987) — вампір Девід
- Молоді стрільці (1988)
- Ренегати (1989)
- Молоді стрільці 2 (1990)
- Коматозники (1990)
- Твін Пікс: Вогню, іди зі мною (1992) — Сем Стенлі
- Декілька хороших хлопців (1992) — лейтенант Джонатан Джеймс Кендрик
- Три мушкетери (1993) — Атос
- Зникнення (1993) — Джеф Гарріман
- Око за око (1996)
- Шосе (1996)
- Час убивати (1996) — Фреді Лі Кобб
- Правда та наслідки (1997) — Кертіс Фрелі
- Темне місто (1998) — диктор Деніел Шребер
- Ритм (2000) — Вільям Барроуз
- Припинити всі війни (2001) — лейтенант Джим Рірдон
- За червоними дверима (2002) — Рой
- Телефонна будка (2002) — снайпер
- Річкова королева (2005) — Дойл
- Охоронець (2006) — Девід Брекінрідж
- 24 (2001-) (ТБ) — Джек Бауер
- Сімпсони (2006-7) (ТБ) — Полковник (серія «G.I. (Annoyed Grunt)»); Джек Бауер (серія «24 Minutes»)
- Дзеркала (2008) — Бен Карсон
- Монстри проти чужих (2009) — озвучка
- Меланхолія (2011)
- Контакт (2012)
- Помпеї (2014) — сенатор Корво
- Покинутий (2015) — Джон Генрі Клейтон
- Зразковий самець 2 (2016) — камео
- Коматозники (2017) — доктор Нельсон Райт
- Підрядник (2022) — Расті
- Вони клонували Тайрона (2023) — Ніксон
- Присяжний №2 (2024) — Ларрі Ласкер

### Відеоігри
| Рік  | Назва                                     | Роль                  | Примітки                                 |
| ---- | ----------------------------------------- | --------------------- | ---------------------------------------- |
| 2006 | 24: The Game                              | Джек Бауер            |                                          |
| 2008 | Call of Duty: World at War – Final Fronts | Сержант Робак         | PS2, аналог World at War                 |
| 2008 | Call of Duty: World at War                | Сержант Робак         |                                          |
| 2014 | Metal Gear Solid V: Ground Zeroes         | Веном Снейк / Біг Бос | Озвучування та захоплення виразу обличчя |
| 2015 | Metal Gear Solid V: The Phantom Pain      | Веном Снейк / Біг Бос | Озвучування та захоплення виразу обличчя |
| 2018 | Metal Gear Survive                        | Веном Снейк / Біг Бос | Озвучування та захоплення виразу обличчя |
| 2018 | Call of Duty: Black Ops 4                 | Ґідеон Джонс          | DLC "Dead of the Night"                  |